# Israel Meir Lau
Pour les articles homonymes, voir Lau.

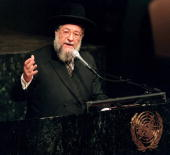
Le rabbin Israel Meir Lau s'adressant aux Nations unies

Israel (Yisrael) Meir Lau, né le 1er juin 1937 à Piotrków Trybunalski, est un rabbin israélien, grand-rabbin de Tel Aviv de 2005 à 2017 et l'ancien grand-rabbin ashkénaze d'Israël de 1993 à 2003. Ancien enfant de Buchenwald, il est un temps pressenti à la présidence de l'État d'Israël, en 2006.

## Biographie

### Jeunes années

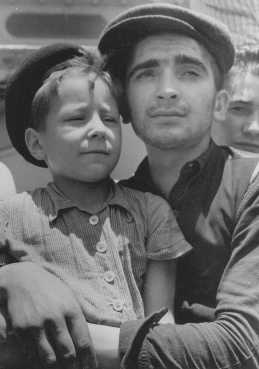
Israel Meir Lau (8 ans) dans les bras d'Elazar Schiff, survivant de Buchenwald lors de leur arrivée à Haïfa le 15 juillet 1945.

Israel Meir Lau naît le 1er juin 1937 à Piotrków Trybunalski dans une illustre famille rabbinique. Par son père, le rabbin Moshe Chaim Lau, il représente la trente-huitième génération d’une lignée rabbinique ininterrompue qui comprend les rabbins Yoel Sirkis, David Halevy Segal et Efraim Zalman Shorr ; par sa mère Chaya (Helena) Frankel-Teomim, il descend de Rachi via le rabbin Meir Katznellenbogen, de Jacob Emden ainsi que du rabbin Baruch Frankel-Teomim et du rabbin Chaim Halberstam de Sanz.
Il n’a pas trois ans lorsque sa famille est parquée dans le ghetto de Piotrków Trybunalski, premier du genre instauré dans la Pologne conquise par les Allemands. En octobre 1942, la plupart des Juifs, dont son père et son jeune frère Shmouel Itzhak (Milek), sont déportés au camp d'extermination de Treblinka où ils sont rapidement assassinés. La mère d’Israel Meir parvient cependant à s’extraire du convoi avec ses autres fils. Elle réussira encore à l’accoller à son frère aîné Naphtali (Toulek) qui doit se rendre dans un camp de travail mais elle-même finira au camp de concentration de Ravensbrück où elle périra au printemps de 1945.

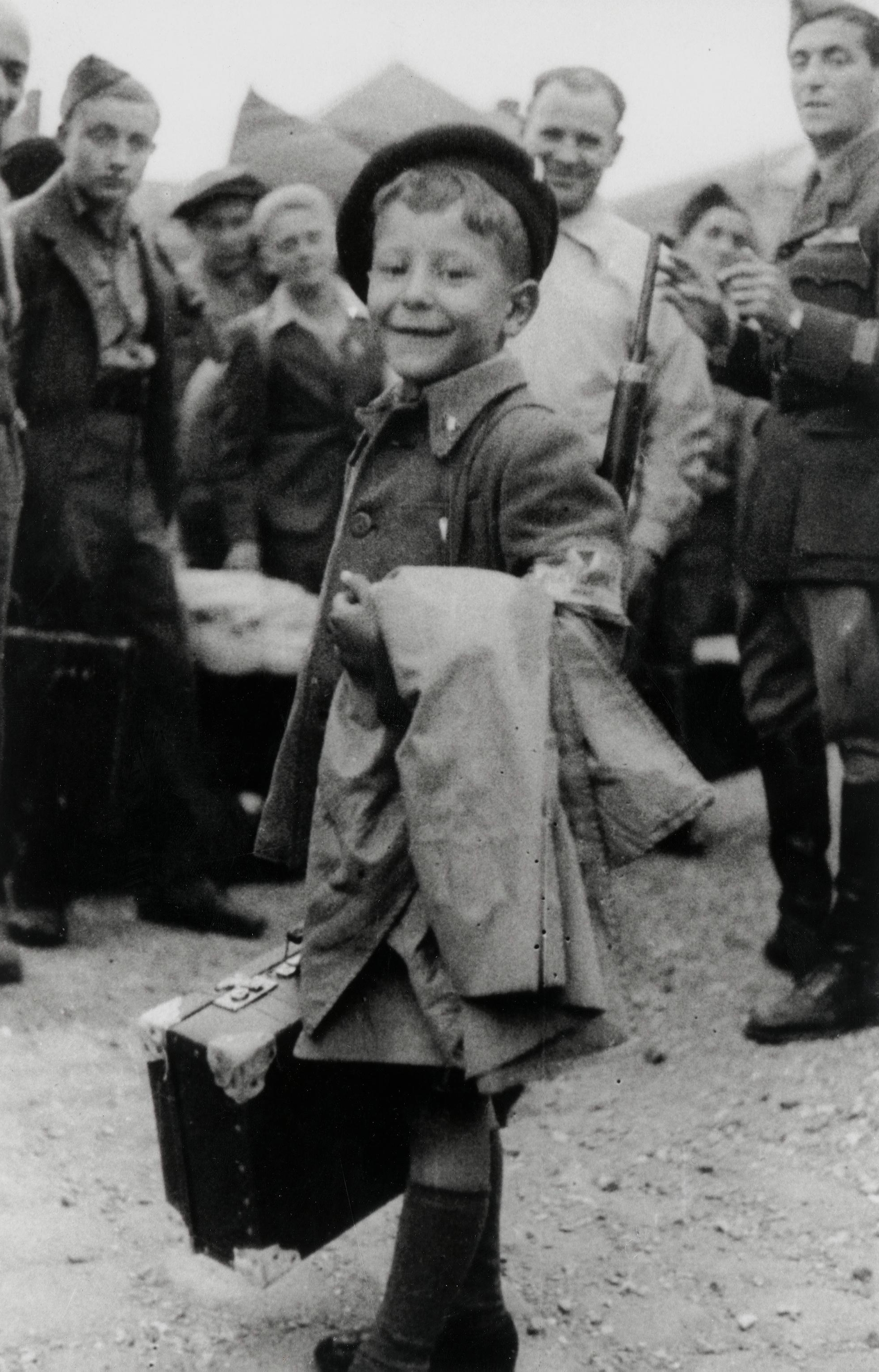
Meir Lau, 8 ans, quittant Buchenwald, 2 juin 1945

Le futur rabbin, connu alors sous le nom de Yurchik, est déporté à Częstochowa puis au camp de Buchenwald, où un prisonnier russe du nom de Fedor Mikhailichenko l’aide à survivre. Après la libération du camp par les Américains, ceux-ci n’autorisent pas le Russe à adopter Yurchik qui sera connu, sous le nom de Lolek, comme le plus jeune prisonnier du camp. Il est ensuite envoyé en France et pris en charge au préventorium d'Écouis. Quelques mois plus tard, Lolek et Toulek émigrent en Palestine mandataire où s’était réfugié leur demi-frère Yehoshua Lau-Hager,. Arraisonnés, ils sont redirigés au camp d’Atlit. Libéré par l’armée américaine, Israel Meir Lau se rend à Kiryat Motzkin où il est adopté par son oncle, le rabbin Mordekhaï Fogelman.

### Carrière rabbinique
Devenu rabbin en 1961, il épouse la fille du rabbin Yitzchak Yedidya Frankel, grand-rabbin de Tel Aviv, est nommé grand-rabbin de Netanya (1978–1988) et devient un orateur célèbre à travers le pays.
Il est nommé grand rabbin de Tel Aviv de 1985 à 1993, puis grand-rabbin ashkénaze d’Israël de 1993 à 2003. En 2005, il redevient grand-rabbin de Tel Aviv jusqu'en mai 2017.
Considéré comme un rabbin consensuel, le rabbin Israel Meir Lau est proche à la fois des orthodoxes (Haredim) et des néo-orthodoxes. Sioniste modéré, il est l’un des rares personnages publics orthodoxes à avoir gagné la confiance et l’admiration des sépharades et des ashkénazes, laïcs et religieux, ainsi que des non-juifs dans le monde entier.
Le 9 novembre 2008, le rabbin Lau est nommé président du Mémorial de Yad Vashem par le gouvernement israélien, après le décès de Tomy Lapid.

## Informations diverses
- En 1993, sa rencontre avec le pape Jean-Paul II à sa résidence estivale de Castel Gandolfo, près de Rome, a été la première rencontre officielle entre un pape et un grand-rabbin d’Israël depuis l’établissement de l’État hébreu en 1948.
- Rav Lau est le père du rabbin David Lau, grand-rabbin ashkénaze d'Israël depuis 2013. Il est l’oncle du docteur et rabbin Binyamin Lau, un éducateur et militant du mouvement sioniste religieux, et d’Amichai Lau-Lavie, fondateur et directeur artistique que la troupe de théâtre juive classique Storahtelling (les fils de son frère aîné, Naphtali Lau-Lavie).
- Rav Lau a reçu le prix Israël en 2005, pour l’ensemble de ses accomplissements et sa contribution à la société israélienne et à l’État.
- Il reçoit la Légion d'honneur du président de la république française Nicolas Sarkozy à l'Élysée le 14 avril 2011[6].